# Пырсты
Пы́рсты (эст. Põrstõ), ранее на письме также Пырсте (эст. Põrste) — деревня в волости Сетомаа уезда Вырумаа, Эстония. Относится к нулку Лухамаа.   
До административной реформы местных самоуправлений Эстонии 2017 года входила в состав волости Миссо (упразднена).

## География и описание
Расположена в 26 километрах к юго-востоку от уездного центра — города Выру — и в 37 километрах к юго-западу от волостного центра — Вярска. Высота над уровнем моря — 207 метров.
Климат переходный от морского к континентальному. Официальный язык — эстонский. Почтовый индекс — 65027.

## Население
По данным переписи населения 2021 года, в Пырсты насчитывалось 7 жителей, из них 6 (85,7 %) — эстонцы (сету в перечне национальностей выделены не были.
По данным переписи населения 2011 года, в деревне проживали 9 человек, из них 8 (88,9 %) — эстонцы (сету в перечне национальностей выделены не были).
Численность населения деревни Пырсты:
| Год  | 1959 | 1970 | 2000 | 2011 | 2017 | 2018 | 2019 | 2020 | 2021 |
| ---- | ---- | ---- | ---- | ---- | ---- | ---- | ---- | ---- | ---- |
| Чел. | 41   | ↘ 20 | ↘ 16 | ↘ 9  | ↗ 11 | → 11 | ↘ 10 | ↗ 12 | ↘ 7  |

## История
Впервые деревня была упомянута на картах XVIII века. В письменных источниках 1773 года деревня называется Асвино, 1849 года — Аксина, Анцина гора, примерно 1866 года — Ансина, 1896 года — Põrste, 1904 года — Põrstõ, Анцына Гора.
В XIX веке деревня входила в общинe Железово и относилась к приходу Паниковичи (эст. Pankjavitsa), в XX веке находилась при церкви Лухамаа. В 1977—1997 годах Пырсты была частью деревни Тиасты (эст. Tiastõ).
По мнению языковеда Тартуского университета Анжелики Штейнгольде, название Аксина произошло от имени Акся, что является сокращением имён Авксентий и Ксения. Ансина ~ Анцина — русский вариант эстонского имени Антс (эст. Ants). Также Анся может быть сокращением русского имени Анисим. Русское название деревни также может происходить от фамилии Анцев, которое произошло от немецкого имени Ганс (нем. Hans). Также основой может быть короткая форма от имени Онцифер. В Псковской области есть несколько деревень Анциферово.

## Достопримечательности
У деревни находится древнее кладбище «Гора Калмесааре» (эст. Kalmesaare mägi), которое внесено в Государственный регистр памятников культуры Эстонии.

## Происхождение топонима
Название деревни произошло от имени или фамилии Пырсас (эст. Põrsas — «Поросёнок») в родительном падеже множественного числа. Слово «пырсас» (эст. põrsas ~ porsas ~ põrss) на диалектах эстонского языка означает также «шишка». Деревня Пырсте есть также в Псковской области России.

## Комментарии
1. ↑  Эстонские топонимы, оканчивающиеся на -а, не склоняются и не имеют женского рода (исключение — Нарва)[8].